# أوتر كريك
أوتر كريك (بالإنجليزية: Otter Creek)‏ هي مدينة أمريكية تقع في ولاية فلوريدا. ويبلغ عدد سكانها 129 نسمة حسب إحصاء سنة 2010 م 129.